# Goop
Goop è un'azienda di benessere e lifestyle fondata dall'attrice statunitense Gwyneth Paltrow.
Lanciata nel settembre 2008, Goop è nata originariamente come newsletter settimanale via e-mail che forniva consigli di orientamento new age, come "Vigila i tuoi pensieri" ed "Elimina i cibi bianchi", ed aveva come slogan "Nutri l'aspetto interiore" (Nourish the Inner Aspect). In seguito fu creato un sito web dedicato, e Goop si espanse nel ramo dell'E-commerce, inaugurando collaborazioni con case di moda, aprendo pop-up shops, indicendo incontri di wellness, lanciando una rivista cartacea, un podcast ed una serie promozionale su Netflix.
Goop è stata fortemente criticata con l'accusa di mettere in commercio prodotti e trattamenti basati su assunti pseudoscientifici, privi di reale efficacia e riconosciuti dalla comunità scientifica come dannosi o fuorvianti.

## Storia
Goop è stata fondata nella residenza di Gwyneth Paltrow a Londra, facendo la sua comparsa nel 2008 come newsletter riguardante consigli e informazioni sulla vita privata dell'attrice. Nel 2011 è stata costituita come società autonoma. Secondo la fondatrice, il nome dell'azienda venne scelto in quanto qualcuno le aveva fatto notare come tutte le compagnie di maggior successo su Internet avessero una doppia O nel nome, e lei stessa cercasse " una parola che non significa nulla e che potesse significare tutto e niente".
Seb Bishop è stato amministratore delegato dell'azienda dal 2011 al 2014. Diverse altre celebrità sono state ispirate da Goop a lanciare dei propri siti web adesso simili nei contenuti, riguardanti consigli sullo stile di vita. Nel 2014 Goop ha assunto il fondatore di Oxygen Media ed ex CEO di Martha Stewart Living Omnimedia Lisa Gersh come nuovo amministratore delegato. Da allora, il contenuto di Goop su benessere e salute è diventato sempre più radicale: , fino ad essere definito da diversi medici pseudoscienza e ed essere descritto dai media come "non più ridicolo, ma pericoloso".
Nel 2015 la Paltrow ha dichiarato di volere che Goop diventasse "un brand autonomo". Nello stesso anno, circa due dozzine di persone lavoravano per la compagnia. Il numero dei dipendenti era attestato intorno alle 60 persone nel 2016. Nello stesso anno, la Paltrow ha trasferito a sede operativa dell'azienda negli Stati Uniti dal Regno Unito, dove erano in precedenza, in seguito alla sua separazione dal marito Chris Martin e Gersh ha lasciato la posizione di CEO. Il ruolo è rimasto vacante fino all'inizio del 2017, quando il consiglio di amministrazione ha nominato la stessa Paltrow, che aveva in precedenza annunciato che si sarebbe allontanata da Goop, per la posizione.
Sempre nel 2016 Goop ha trasferito la sua sede operativa da New York a Santa Monica, in California, in un edificio in precedenza adibito a pollaio. Lo spazio interno del magazzino è stato progettato dallo studio Restoration Hardware.
Nel 2017 la compagnia ha raggiunto la cifra di 90 impiegati e ha iniziato ad attirare diverse critiche, inclusa la già citata azione legale da parte di Truth in Advertising. Nell'aprile dello stesso anno la strategia di marketing dell'azienda è stata criticata in un articolo apparso sull'influente sito Jezebel, dove è stata definita fondata su "una infinita malattia" ("an infinite illness"), con riferimento alla tattica di indurre nei consumatori l'idea di essere sofferenti di particolari patologie e malesseri, al fine da fornire poi loro una cura. Altri analisti hanno rilevato come notato come la risposta di Goop a questa critica sembri essere stata finalizzata a "rafforzare il marchio e attirare i clienti ancora più vicino", notando l'uso strumentale fatto dall'azienda di concetti come femminismo, medicina tradizionale cinese e filosofie orientali e di un orientamento anti-establishment di fondo. La Paltrow ha definito le critiche come "tempeste culturali" che causano un afflusso ancora maggiore di traffico sul sito web.
Nel 2018 Goop ha iniziato a dotarsi di un dipartimento interno di ricerca e controllo, per accertarsi che i propri prodotti siano sempre controllati e non dannosi per la salute. L'azienda, in collaborazione con Google, ha anche iniziato a vendere altoparlanti intelligenti e accessori Google Home nei propri negozi Goop Lab e nei propri store pop-up e ha aperto il suo primo negozio permanente sulla costa orientale degli Stati Uniti, a Manhattan, consolidando la propria espansione.
All'inizio del 2020 il valore stimato della società era attestato intorno ai 250 milioni di dollari.
Nel gennaio dello stesso anno Goop ha messo in commercio una candela dal costo di 75 $ chiamata "This Smells Like My Vagina" ("Questa profuma come la mia vagina"), basata su uno scherzo fra la Paltrow e il profumiere D. Little. Mentre stavano testando nuove fragranze, l'attrice ne trovò una che le piaceva e disse: "Uhh, questa profuma come una vagina". La candela è andata rapidamente esaurita ed il suo prezzo è arrivato a 250 $.
Alla fine di luglio 2020 la compagnia in una nuova sede centrale più ampia, sempre a Santa Monica, i cui interni sono stati progettati dallo studio multidisciplinare Rapt Studio. L'azienda ha firmato un contratto di locazione di 10 anni nell'area commerciale di Santa Monica Gateway, di recente costruzione.
All'inizio di ottobre Elise Loehnen ha annunciato le sue dimissioni dal suo ruolo di chief content officer, con l'intento di prendersi un anno sabbatico per scrivere un libro. Continuerà tuttavia la sua collaborazione con la compagnia.

### Reazioni alla pandemia di COVID-19 del 2020
Durante la stagione dello shopping natalizio del 2020, invece di inserire consigli e risorse di viaggio sul suo sito web, Goop ha preferito pubblicizzare esperienze "casalinghe" come l'adesione a un gruppo virtuale di degustazione di vini e regali come set di creme per le mani e detergenti.

## Entrate e finanziamenti
Nel 2011 Goop ha generato guadagni derivanti da vendite per 81.000 £, aumentati l'anno successivo a 1,1 milioni, con una perdita contemporanea di 23.000 £. Sul finire del 2013 l'azienda aveva accumulato passività nette per un totale di 540.086 £. I ricavi della compagnia sono raddoppiati fra il 2014 al 2015 e di nuovo dal 2015 al 2016. Nel 2018 l'azienda ha ulteriormente triplicato i suoi ricavi anno su anno rispetto all'anno precedente.
Fra il 2016 e il 2018 Goop ha ricevuto numerosi finanziamenti da diverse società di capitali, per un totale di 82 milioni di dollari. Al termine dell'anno, il valore della compagnia è così salito a 250 milioni di dollari complessivi.
Tra i finanziatori di Goop è presente Greycroft Partners, una società di venture capital che ha anche sostenuto altre aziende tra cui Klout, Huffington Post, Venmo e la catena irlandese di trattamenti cosmetici Sisu.

## Prodotti e distribuzione
Durante il suo primo anno di attività il negozio online lanciato da Goop ha totalizzato guadagni per 1,5 milioni di dollari. Alla fine del 2014 la newsletter del sito aveva un seguito stimato di circa 700.000 utenti.
L'arrivo di nuovi finanziamenti nel 2016 ha portato ad un aumento del personale impiegato per la compagnia, nonché al lancio di nuovi prodotti, tra cui una linea di moda incentrato sull'abbigliamento pratico e su misura.
Nel dicembre 2017 è stato annunciato il lancio di un negozio digitale in Canada, dopo l'inaugurazione del primo negozio fisico nel paese nordamericano, aperto in collaborazione con Nordstrom.

### Editoria e riviste
Nel 2015 la compagnia ha lanciato una propria sezione editoriale, Goop Press, in collaborazione con Grand Central Publishing, con la previsione di rilasciare un titolo all'anno.
Nell'aprile del 2017 l'azienda ha annunciato di aver stipulato un accordo con Condé Nast per il lancio di una nuova rivista cartacea a nome Goop. La rivista trimestrale è stata effettivamente lanciata a settembre ma è stata pubblicata solo per due numeri; diversi articoli non hanno infatti passato il processo di verifica dei fatti adottato dalla casa editrice e sono stati quindi sostituiti con articoli di viaggio.

### Integratori
Il 2017 ha visto Goop entrare nel mercato delle vitamine e degli integratori alimentari. La Paltrow ha avuto l'idea di mettere in commercio integratori dopo aver ricevuto un cocktail Myers da A. Junger nel 2007. Nel primo giorno di vendita i prodotti di questo comparto hanno raggiunto un totale di vendite superiore a 100000 $.

### Podcast
Nel marzo 2018 è stato lanciato un podcast a marchio Goop, per il quale è stato utilizzato il supporto della piattaforma digitale Cadence13, e di cui Oprah Winfrey è stata la prima guest star. Il giorno del lancio il podcast ha raggiunto subito la prima posizione nella classifica dei brani più ascoltati su Apple, e nel febbraio 2019 ha iniziato ad essere trasmesso a bordo di 600 aerei della Delta Air lines. Nell'estate dello stesso anno l'azienda ha anche collaborato con la catena alberghiera Westin Hotels & Resorts per offrire una gamma di programmi di fitness specifici denominati "G. Sport Sessions". Nel settembre 2019 una nuova partnership con Banana Republic ha portato alla creazione di un nuovo podcast dal titolo Women on top. Una seconda serie del podcast è stata poi lanciata nel febbraio 2020, con un rinnovo della collaborazione.

### Moda e abbigliamento
Il 2018 ha visto un ampliarsi dell'offerta di Goop nel settore della moda: D. Pergament di Allure è stata assunta come redattore capo, ruolo posto direttamente sotto la direzione della Loehnen. A. Pew di InStyle è stato assunto come fashion director e Anne Keane, ex della rivista Lucky, è stata assunta come fashion strategy director. Nel 2018 hanno partecipato alla New York Fashion Week come rappresentanti dell'azienda. Nel giugno dello stesso anno la compagnia ha lanciato una propria capsule collection (una versione ridotta della collezione di un designer che ne include solo i pezzi più essenziali o rappresentativi) in collaborazione con la stilista Lilly Pulitzer. Nel dicembre 2018 Goop ha collaborato con Universal Standard per aggiungere una collezione di abbigliamento per taglie forti alla sua linea di prodotti.
Nel giugno 2018 Goop ha aperto il suo primo pop-up shop (negozio temporaneo) internazionale a Londra. Nel gennaio 2019 il negozio è diventato uno store permanente. La società ha anche assunto il suo primo chief marketing officer, A. Sosa, per preparare un'ulteriore espansione nel Regno Unito.

### Altri prodotti
Nell'agosto 2018 è stata lanciata una linea di mobili e decorazioni per la casa con il marchio CB2 di Crate and Barrel. Nel settembre 2020 la compagnia si è unita in collaborazione all'azienda di abbigliamento francese A.P.C. e ha inaugurato una collezione di abbigliamento per promuovere l'attenzione delle due aziende verso il consumo consapevole.
Nel gennaio 2020 il marchio Goop Beauty ha avviato una partnership con l'azienda di cosmetici Sephora per introdurre nei negozi del brand francese la distribuzione dei propri prodotti di bellezza, iniziata nello stesso mese di gennaio negli Stati Uniti e poi, in febbraio, in Canada sotto il marchio GoopGlow.
Nel novembre 2020 una nuova partnership è stata inaugurata con produttore di letti Avocado, con sede a Los Angeles, per lanciare sul mercato un letto "climaticamente neutro" e di "provenienza etica".
Poche settimane dopo è stato lanciato il primo "Fair Trade Specialty Coffee" a marchio Goop. I chicchi sono coltivati in Colombia da A. Medina, che gestisce una fattoria "sostenibile ed etica".
A partire dal novembre 2020 la business class della linea aerea JetBlue Mint ha rivisto i servizi per i clienti per includere diversi prodotti della linea cosmetica Goop fra quelli disponibili a bordo.

## Marchi e linee di prodotti
Dal suo lancio nel 2008, Goop ha sviluppato diversi marchi e linee di prodotti. La sezione "Beauty" del sito funziona in parallelo ai prodotti venduti nel negozio. I prodotti a marchio Goop sono venduti oltre che online, anche al Goop Lab di Los Angeles, nei pop-up store di Los Angeles, New York, Chicago, negli Hamptons, Dallas e Aspen, oltre che nei negozi Nordstrom.
Alcuni di questi marchi sono:
- Goop by Juice Beauty: una linea di makeup e skincare lanciata nel 2016[79] in collaborazione con Juice Beauty[80], sull'onda della popolarità di un articolo pubblicato da Goop l'anno precedente sui prodotti di bellezza senza formaldeide e interferenti endocrini[13]. I prodotti di questa linea sono realizzati con ingredienti biologici certificati USDA e sono considerati vegani[79].
- Goop Label, una linea di abbigliamento lanciata nel settembre 2016[81]. La collezione si basa sullo stile personale della Paltrow[82], ed è stata descritta come una collezione di "abbigliamento essenziale di alto profilo" (high street staples)[83].
- Goop Fragrance, una linea di fragranze completamente naturali che include profumi per uso personale e candele profumate[84]. La prima fragranza, Edition 01 Winter, è stata creata dal profumiere D. Little[85] e lanciata nel novembre 2016[86].
- Goop Wellness, linea che propone vitamine OGM e senza glutine[87] e altri integratori[53]. La linea è stata lanciata nel 2017[26] ed è stata influenzata dalla popolarità di un articolo di Goop quell'anno sull'esaurimento postnatale (postnatal depletion)[13].
- G. Sport Sessions, una gamma di programmi di fitness offerti in collaborazione con Westin Hotels & Resorts lanciata nel 2018, con lezioni guidate da T. Anderson, personal trainer della Paltrow[58].
- cb2 x Goop, una linea di mobili e decorazioni per la casa in collaborazione con Crate and Barrel, lanciata nell'agosto 2018[66].
- GoopGenes All-In-One Crema Viso Nutriente e Crema Occhi, è stata lanciata all'inizio di agosto 2020 con l'aiuto della madre della Paltrow, l'attrice Blythe Danner e la figlia, Apple Martin[88].
- Nel marzo 2020 Goop ha lanciato una linea di abbigliamento sportivo in edizione limitata in collaborazione con la designer americana P. Schouler[89].

## Negozi fisici
Il primo negozio permanente a marchio Goop è stato aperto a Los Angeles nel settembre 2017. Il 20 giugno 2019 un nuovo negozio è stato aperto all'interno del flagship store del rivenditore di lusso Harvey Nichols a Londra. Nel novembre 2020 Goop ha aperto un nuovo negozio presso il Mauna Lani Auberge Resorts Hotel nelle Hawaii. Il negozio è stato progettato in collaborazione con gli interior designer K. McCollugh e M. Zinser. Nel febbraio 2020 la compagnia ha aperto un negozio permanente, chiamato Goop's Sundries Shop, presso l'hotel Rosewood Miramar Beach a Montecito, in California. Altri punti vendita sono presenti Brentwood (California), e a Sag Harbor (New York). L'azienda aveva inaugurato un negozio pop-up nel settembre 2018 nella zona di Notting Hill a Londra. Vicino alla chiusura già nel gennaio 2019, è rimasto in attività fino a novembre 2020, quando è stato definitivamente chiuso.

## The Goop Lab
The Goop Lab è una serie di sei episodi in stile documentario che promuove la società Goop, presentata in anteprima il 24 gennaio 2020 su Netflix. In essa Gwyneth Paltrow ed Elise Loehnen intervistano esperti in diversi campi. La serie ha ricevuto due nomination ai Critics Choice Real TV Awards dello stesso anno, e la Paltrow è stata candidata come migliore star femminile dell'anno.

## Wellness summit
Goop ha lanciato il primo wellness summit nel giugno 2017; all'evento hanno partecipato oltre 600 persone. Nel gennaio 2018 un secondo summit si è tenuto a New York. Fra le star invitate sono intervenute Drew Barrymore, Chelsea Handler e Laura Linney. Nella lista dei relatori era presente K. Brogan, una "psichiatra della salute olistica", che ha contestato l'efficacia sia delle vaccinazioni che dei farmaci per l'HIV. L'invito della Brogan è stato criticato diverse riviste specializzate come Page Six e Jezebel.
Il terzo incontro si è tenuto a Culver City (California), nel giugno 2018; tra gli ospiti figuravano Meg Ryan e Janet Mock. Un quarto e quinto summit sono stati organizzati nell'ottobre 2018 nello Stanley Park di Vancouver e nel marzo 2019 a New York. All'ottavo incontro, tenutosi a Richmond (California) ha presenziato la candidata alle primarie del Partito Democratico statunitense Marianne Williamson.
A causa del dilagare della pandemia di COVID-19 nel 2020, Goop ha cancellato una crociera (denominata Goop at Sea) che secondo i programmi sarebbe dovuta tenersi nell'agosto dello stesso anno. In seguito all'annullamento, i partecipanti hanno ricevuto un rimborso del 100% sul prezzo del biglietto o, in alternativa, un rimborso del 125% del valore dello stesso per future crociere. La società infatti pianifica l'organizzazione di un nuovo viaggio in una data ancora non precisata del 2021.
La pandemia e le successive misure restrittive hanno indotto la società ad inaugurare, a partire dall'aprile 2020, degli incontri in videoconferenza (denominati In Goop Health) in collaborazione con YouTube, senza alcun costo per i partecipanti, versioni semplificate degli eventi dal vivo che Goop. Il nono summit (denominato The At-Home Summit) si è così tenuto in forma virtuale il 12 settembre 2020.

## Attività filantropiche
Goop supporta le organizzazioni no-profit Pencils of Promise (PoP), con la quale collabora per lo sviluppo di programmi educativi in paesi in via di sviluppo come Laos e Nicaragua, e la David Lynch Foundation. In collaborazione con quest'ultima, si propone di offrire attività di mediazione per le famiglie senzatetto.
Nell'aprile 2018 la compagnia ha collaborato con il comico Stephen Colbert e la sua striscia satirica Covetton House con lo scopo di mettere in vendita alcuni prodotti, il cui ricavato è stato donato ad alcune scuole pubbliche tramite l'associazione Donors Choose.
Goop sponsorizza inoltre un'asta di beneficenza annuale in cui vende abiti usati da varie celebrità, inclusi abiti donati da Kate Hudson, Miranda Kerr e Beyoncé a beneficio di Donors Choose del suo progetto di sostegno delle scuole pubbliche statunitensi.

## Parodie
Nel dicembre 2016 è stato pubblicato un libro parodistico su Goop intitolato Glop: Nontoxic Ideas That Will Make You Look Ridiculous and Feel Pretentious ("Glop: idee atossiche che vi faranno sembrare ridicoli e sentire pretenziosi") che si propone di fornire al lettore improbabili consigli di vita a imitazione di quelli forniti dalla newsletter della compagnia, in chiave umoristica.
Nel giugno 2017 il New York Times ha riportato che parodiare Goop era ormai diventato "un passatempo nazionale".
A partire dal settembre 2015 una parodia di Goop è stata ospitata dal conduttore televisivo Stephen Colbert nel suo The Late Show. La stessa Paltrow ha partecipato ad un episodio della trasmissione nel gennaio 2018. La collaborazione fra i due ha dato in seguito vita ad un progetto filantropico di sostegno ad alcune scuole statunitensi.
Nel marzo 2018 il gruppo Botnik Studios ha creato una newsletter chiamata "Goob" parodia di Goop, i cui testi erano generati tramite un programma di testo predittivo.
Il personaggio di Joni nella commedia mystery Cena con delitto - Knives Out, interpretato da Toni Collette, gestisce una società dedita al lifestyle brand per molti versi simile a Goop, chiamata Flam.
Anche il popolare youtuber statunitense Jontron ha avuto modo di criticare, in vena comica, Goop in uno dei suoi video.

## Critiche

### Costi eccessivi dei prodotti
Goop è stata contestata per aver proposto prodotti e consigli costosi, che molti dei suoi lettori non possono permettersi, critiche alla quale la Paltrow ha risposto affermando che le proposte del suo sito sono da considerarsi "ispirazioni" (aspirational), aggiungendo che i prodotti messi in vendita non possono essere prodotti ad un prezzo inferiore e che il contenuto del sito è sempre rimasto comunque gratis. La compagnia è stata criticata anche per la proposta, secondo i suoi detrattori, di prodotti contenenti quegli stessi componenti chimici dannosi di cui sconsiglia l'uso.
Per dimostrare che, a dispetto delle critiche ricevute, anche i lettori meno ricchi potessero permettersi lo stile di vita proposto dal sito, nell'aprile 2015 la Paltrow e lo staff di Goop hanno partecipato ad un food stamp challenge, un evento nel quale ad una famiglia viene proposto di utilizzare per l'acquisto della spesa unicamente i buoni pasto che il governo statunitense attribuisce ai più indigenti tramite il Supplemental Nutrition Assistance Program. La sfida fu abbandonata dopo quattro giorni.
Anche il costo della partecipazione ai Wellness summit organizzati dalla compagnia è stato oggetto di diverse critiche,
e considerato troppo elevato.

### Mancanza di scientificità
Numerosi prodotti venduti da Goop, così come molte delle idee promosse dai suoi post sul blog, sono stati criticati con l'accusa di non avere sufficienti basi scientifiche, non produrre i risultati pubblicizzati, non avere alcun beneficio medico o essere potenzialmente dannosi. Nel gennaio 2015, Paltrow ha sostenuto l'efficacia di un trattamento termale denominato vaginal steaming, un processo cui, secondo quanto riferito, si è sottoposta presso la Tikkun Spa a Los Angeles, in cui, secondo le sue parole, "ti siedi su quello che è essenzialmente un mini-trono, e una combinazione di raggi infrarossi e vapore di artemisia purifica il tuo utero". La stessa Paltrow ha ammesso di aver pensato che la procedura fosse "folle" ma non l'ha disapprovata, suggerendo invece che possa avere "reali proprietà curative". Diversi ginecologi si sono mostrati critici sull'efficacia del trattamento, ed alcuni specialisti hanno dichiarato che "non ci sono prove scientifiche che dimostrino che funzioni". Un articolo pubblicato il 18 luglio 2017 sul quotidiano Toronto Star ha seguito lo scontro dialettico sull'argomento fra la Paltrow e Jennifer Gunter, una ostetrica e ginecologa dell'istituto Kaiser Permanente di San Francisco considerata un'esperta nel tema della "salute vaginale". Ulteriori critiche alla pratica del vaginal steaming, identificata come potenzialmente dannosa per la salute dell'utero, sono state espresse a seguito dell'aumento delle richieste per il trattamento nel Regno Unito e negli Stati Uniti dopo il post della Paltrow.
Nel 2015 lo scrittore Timothy Caulfield ha redatto un saggio sull'impatto negativo dell'approvazione delle celebrità intitolato Is Gwyneth Paltrow Wrong About Everything? in cui descriveva la mancanza di sufficienti prove scientifiche a supporto dell'efficacia di diversi prodotti venduti da Goop, così come le indicazioni sulla salute fatte da altre celebrità. Nell'ottobre 2015 un post del blog è stato fortemente criticato in quanto proponeva una possibile connessione fra l'insorgenza di tumori al seno e l'uso di reggiseni con ferretto, teoria già dimostratasi infondata. Il post fu molto criticato, e la stessa Gunter ebbe modo di schierarsi apertamente contro il presunto collegamento, affermando che "è la dimensione del seno che aumenta il rischio di cancro al seno non perché i seni più grandi necessitino di una maggiore manipolazione da parte dei ferretti, ma perché sono più difficili da analizzare e sono facilmente associati all'obesità, un fattore di rischio noto per i tumori".
Nel gennaio 2017 Goop iniziato la commercializzazione di un prodotto chiamato l '"Uovo di giada" al costo di 66 $; l'oggetto sarebbe utilizzabile dalle donne per allenare il muscolo vaginale e, così facendo, per "aumentare l'energia sessuale, la salute e il piacere". Diversi ginecologi si sono espressi negativamente circa i presunti benefici associati a questa pratica. Nel settembre 2018 la società ha accettato di pagare 145000 $ per risolvere una causa legale riguardante le uova ed altri prodotti a base di erbe sui quali erano state pubblicate affermazioni prive di sufficienti riscontri scientifici. Al momento della causa, Goop aveva messo in vendita oltre 3000 uova di questo tipo.
Nel giugno 2017 Goop ha messo in commercio i suoi "Body Vibes", adesivi indossabili che, secondo quanto proposto dal sito, servirebbero a "riequilibrare la frequenza energetica" del corpo. Inizialmente la pubblicità presente sul sito affermava che gli adesivi erano "realizzati con la stessa fibra di carbonio conduttivo usato dalla NASA per le tute spaziali in modo che possano monitorare i segni vitali di un astronauta durante l'utilizzo"; l'agenzia ha tuttavia negato l'uso di "qualsiasi rivestimento in materiale di carbonio conduttivo" per le tute dei propri equipaggi. Il riferimento è stato quindi rimosso dal sito, e la compagnia si è scusata per l'errore nella comunicazione.
Nel 2017 la compagnia è finita nel mirino delle critiche per aver promosso sul proprio sito un dispositivo per la somministrazione di clisteri a base di caffè, nonostante la mancanza di prove scientifiche sulla loro efficacia e nonostante le prove degli effetti collaterali, in alcuni casi potenzialmente mortali, di tali trattamenti.
Nel gennaio 2018 Goop è stata criticata per aver pubblicato articoli del "medium medico" A. William, che afferma di usare le sue abilità paranormali per dare i suoi consigli. La presentazione sul sito lo descrive come "uno dei guaritori più anticonvenzionali [...]: come lui stesso ci spiega, la voce di una forza divina chiamata Spirito lo conduce a individuare le radici delle malattie difficili da diagnosticare dei suoi pazienti e trovare le migliori soluzioni per ripristinare la loro salute".
Nell'ottobre 2018, la Good Thinking Society, una organizzazione no-profit britannica, ha riportato la società all'associazione consumatori nazionale (la National Trading Standards) e alla Advertising Standards Authority, ente di autoregolamentazione del mercato pubblicitario nazionale, per la presunta violazione di oltre 113 leggi sulla pubblicità vigenti nel Regno Unito. 
Secondo l'accusa, Goop avrebbe proposto sul proprio sito un elevato numero "affermazioni infondate" e non provate circa l'efficacia dei propri prodotti, che sarebbero state fuorvianti per il consumatore e che, in mancanza di prove sufficienti a supporto, sarebbero state da omettere.
Nel 2019 Paltrow è stata fortemente criticata per una sua affermazione, apparsa sul sito, secondo la quale "L’obiettivo è raggiungere il minor peso vivibile", letta da numerosi medici e specialisti come un pericoloso incentivo ad uno stile di vita promuovente l'anoressia.
Il 20 gennaio 2020, parlando al Oxford, l'amministratore delegato del National Health Service britannico S. Stevens ha citato i pericoli della disinformazione che danneggia i pazienti, portando come esempio l'affermazione di Goop che "la protezione solare chimica è una cattiva idea", e citando la pratica del lavaggio colico, anch'essa rilanciata sul sito di Goop, che "comporta un rischio considerevole per la salute". Il parere negativo ha coinvolto anche la serie The Goop Lab.
Ulteriori critiche sono state mosse da esponenti del NHS a Goop nel 2021, per quanto riguarda alcuni suggerimenti riportati dal sito per curare ed alleviare i sintomi dell'infezione da COVID-19 tramite rimedi naturali come il "digiuno intuitivo" e una dieta "keto-vegetariana", combinate con trattamenti a base di saune ad infrarossi. L'efficacia di tali trattamenti non è supportata da evidenze scientifiche, e diversi dirigenti dell'agenzia sanitaria britannica hanno richiamato la Paltrow, riportandola al "dovere di responsabilità" nei confronti della diffusione di dichiarazioni non comprovate in materia di salute.

### Controversie legali
Nel 2017 l'associazione indipendente Truth in Advertising, che si occupa di proteggere i consumatori dalla pubblicità ingannevole, ha presentato un esposto presso le autorità competenti californiane in merito a oltre 50 dichiarazioni in materia di salute effettuate da Goop, che ha portato a un accordo di 125.000 $ e ad una ingiunzione di cinque anni nei confronti della società, cui venne vietato di fare affermazioni non fondate sulle caratteristiche o sui benefici per la salute dei propri prodotti. Fra i prodotti interessati dall'indagine vi erano anche le già citate uova vaginali ed alcune candele e profumi il cui uso, secondo gli autori del sito, sarebbe stato benefico per curare l'ansia, i disturbi ossessivo-compulsivi e la depressione.
Un ulteriore reclamo formale da parte di Truth in Advertising contro Goop è stato inoltrato nel giugno del 2018: a finire nel mirino dell'associazione sono stati questa volta i disclaimer presenti sul sito, che molto spesso specificano come i punti di vista proposti dai vari articoli sarebbero da intendersi unicamente come informativi e non sostitutivi di consulti ed opinioni di medici specializzati. Stando all'associazione, queste dichiarazioni di non responsabilità sarebbero da intendersi come una prova del fatto che la compagnia "è consapevole di non avere sufficienti prove scientifiche per supportare molte delle affermazioni sulla salute fatte nella vendita dei propri prodotti". Secondo la vigente legislazione negli Stati Uniti, ogni descrizione di prodotti alimentari deve includere un disclaimer standard approvato dalla Food and Drug Administration, e quando ciò avvenga (nel caso ad esempio di prodotti la cui efficacia non si ritiene essere stata sufficientemente provata), non è consentito andare oltre una semplice descrizione sintetica del prodotto.